# Престон-стрит (Оттава)

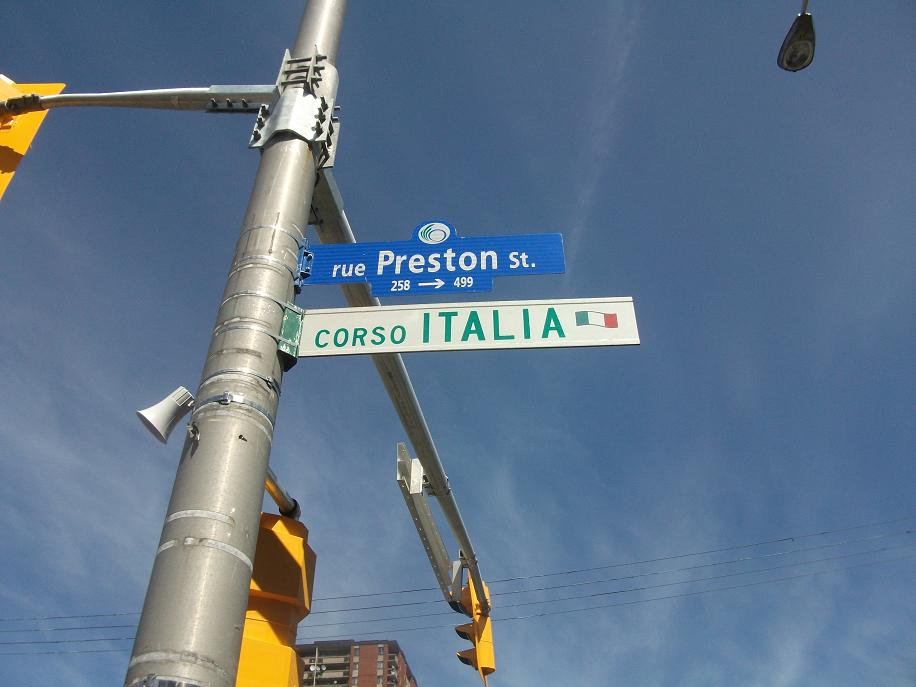
Табличка на Престон-стрит с указанием неофициального названия улицы «Corso Italia»

Престон-стрит, англ. Preston Street, также широко известна в городе под неофициальным названием Корсо-Италия, итал. Corso Italia — улица в г. Оттава. В системе городских дорог — дорога № 73. Идёт с севера на юг от Восточной Веллингтон-стрит до Карлинг-авеню.
В 1987 г. олдермен Мак Харб стал инициатором движения превращения Престон-стрит в одну из зон делового развития Оттавы.
Первоначально южная часть Престон-стрит вместе с прилегающими кварталами, ныне известная как «маленькая Италия», должен был привлекать туристов с близлежащего озера Доу, но позднее стала городской достопримечательностью. Здесь находятся многочисленные магазины, рестораны и пиццерии, связанные с итальянской тематикой, здесь же в июне проходит ежегодный Итальянский фестиваль Оттавы. На время проведения фестиваля с 1974 г. Престон-стрит с прилегающими улицами закрываются для автомобильного движения. На перекрёстке с Карлинг-авеню в 2002 г. возведена металлическая арка, раскрашенная в цвета флага Италии.